# Estorninho-esmeralda
O estorninho-esmeralda (Lamprotornis iris) também é conhecido como estorninho brilhante da íris. É uma ave da espécie do Sturnidae com uma coroa verde metálica, parte superior do corpo, asas e cauda. As coberturas auriculares e as partes inferiores são roxas metálicas. Ambos os sexos são semelhantes. A maioria dos taxonomistas o unem com muitos outros estorninhos brilhantes em Lamprotornis, enquanto outros o colocam em um gênero monotípico Coccycolius.
Uma das menores espécies entre essas aves, o estorninho esmeralda é distribuído na África Ocidental. Habita as planícies e savanas da Costa do Marfim, Guiné e Serra Leoa.
O estorninho esmeralda se alimenta de figos, Haronga e outras frutas, sementes, formigas e outros pequenos insetos. O ninho em forma de taça é construído em uma cavidade de árvore. O macho e a fêmea cooperam na construção do ninho a partir das folhas, e ambos trazem comida para os filhotes após a eclosão. As fêmeas possuem uma mancha de ninhada – uma mancha no estômago sem penas – que as ajuda a transferir o calor do corpo para os ovos.
Foi anteriormente classificado como deficiente de dados pela IUCN, pois os dados disponíveis eram insuficientes para julgar seu status de conservação. Estudos descobriram que era relativamente difundido e localmente comum e, em 2015, sua classificação da IUCN foi alterada para menos preocupante. O estorninho esmeralda é capturado para o comércio de vida selvagem e é localmente ameaçado pelas atividades de mineração, mas no geral é improvável que isso cause um grande declínio na espécie.

## Galeria

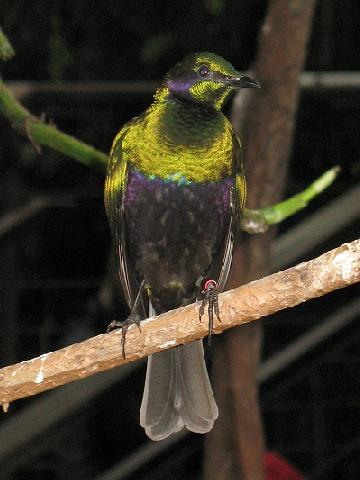
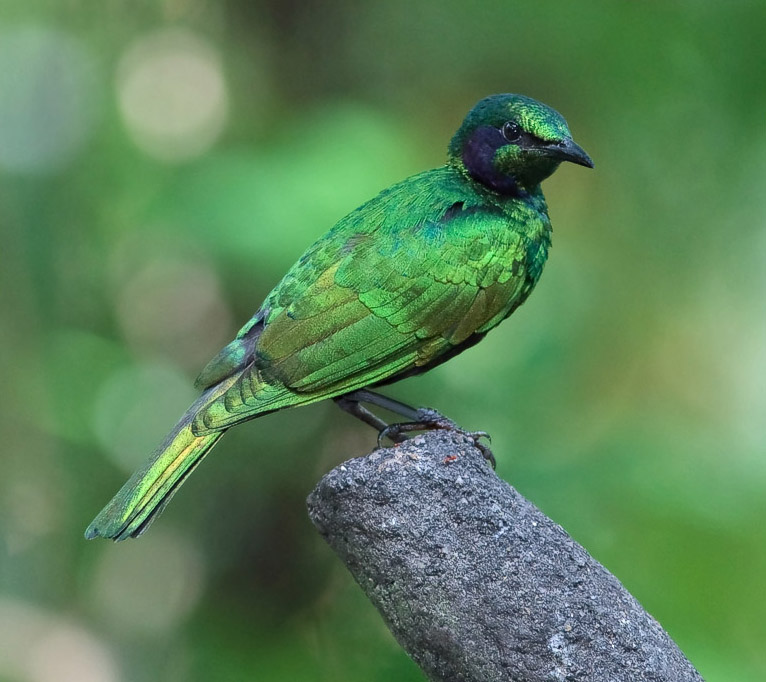
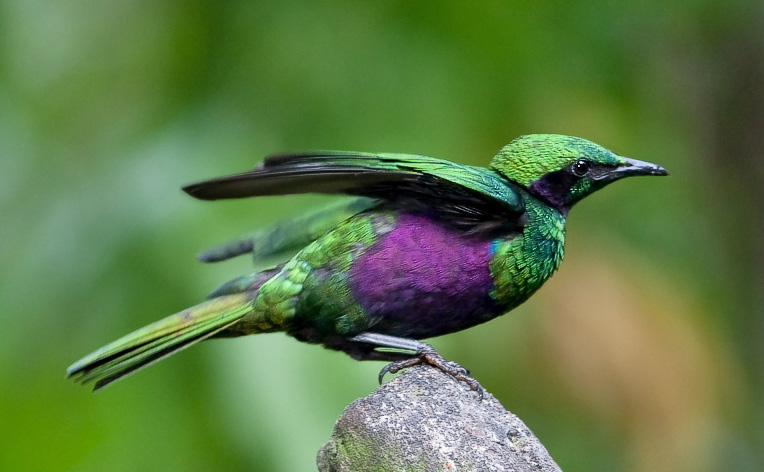